# Верхні Піренеї
Верхні Піренеї (фр. Hautes-Pyrénées)) — департамент на південному заході Франції, один з департаментів регіону Окситанія.
Порядковий номер 65. Адміністративний центр — Тарб. 
Населення 222,4 тис. чоловік (84-е місце серед департаментів, дані 1999 р.).

## Географія
Площа території 4 464 км². В основному це гориста місцевість.
Департамент включає 3 округи, 34 кантони і 474 комуни.

## Історія
Верхні Піренеї — один з перших 83 департаментів, створених в березні 1790 р. Знаходиться на території колишньої провінції Гієнь. Історично ці землі входили до складу графства Бігорра, яке потім увійшло до Гасконь. У XVI столітті це була частина королівства Наварра, приєднаного до Франції завдяки Генріху IV.